# Śrem (gmina)
Śrem – gmina miejsko-wiejska w województwie wielkopolskim, w powiecie śremskim. W latach 1975–1998 gmina położona była w województwie poznańskim. 
Siedziba gminy to Śrem.
Według danych z 31 marca 2011 gmina liczyła 41 082 mieszkańców. Natomiast według danych z 31 grudnia 2019 roku gminę zamieszkiwało 42 155 osób.

## Struktura powierzchni
Według danych z 1 stycznia 2007 roku gmina Śrem ma obszar 205,83 km², w tym:
- użytki rolne: 22,09%,
- użytki leśne: 16,85%,
- zabudowania: 5,89%,
- zbiorniki wodne i rzeki: 2,29%,
- użytki ekologiczne: 0,34%,
- pozostałe: 2,54%.

Gmina stanowi 35,88% powierzchni powiatu.

## Położenie geograficzne
Gmina Śrem położona jest w zachodniej części Polski oddalona od Poznania o ok. 40 km. W gminie rzeka Warta zmienia bieg z kierunku zachodniego na północny. Znajduje się na Nizinie Wielkopolsko-Kujawskiej, obręb tzw. Odcinka Śremskiego Pradoliny Warciańsko-Odrzańskiej, czyli Kotliny Śremskiej, wchodzącej w skład większej Pradoliny Warszawsko-Berlińskiej. 
Gmina Śrem jest elementem powiatu śremskiego, graniczy z gminami: Brodnica, Czempiń, Dolsk, Kórnik, Krzywiń, Książ Wielkopolski, Zaniemyśl. Tworzy również z gminami: Brodnica, Dolsk, Książ Wielkopolski, Stowarzyszenie Unia Gospodarcza Miast Regionu Śremskiego.

## Środowisko przyrodnicze

### Rzeźba terenu
Przez Gminę Śrem rozciąga się rozległa forma dolina Pradoliny Warszawsko-Berlińskiej. W północnej części rozciąga się wysoczyzna morenowa płaska, która w południowej części w wysoczyznę morenową falistą, które zboczem oddzielają się od pradoliny i są poprzecinane dolinami erozyjnymi oraz wałami ozowymi. Na południu gminy występuje również forma pagórkowata z rynnami glacjalnymi, wypełnionymi jeziorami.

### Surowce mineralne
Na terenie gminy Śrem występują głównie formy czwartorzędowe, na powierzchni są to formy glacjalne i fluwioglacjalne. Dna rynien glacjalnych pokryte są skałami organogenicznymi i piaskami. Piaski również dominują na powierzchni teras, które głównie pokryte są lasami. Na wysoczyznach z kolei dominują formy akumulacji lądolodu, są to m.in. gliny zwałowe, natomiast w dnach starorzeczy i cieków występują torfy oraz namuły organiczne.
W gminie występują następujące złoża:
- surowców ilastych, wschodnia część gminy, wykorzystywane do produkcji ceramiki budowlanej (złoże "Pysząca");
- kruszywa, znajduje się w Bodzyniewie, Lucinach i Sosnowcu;
- gazu ziemnego, wschodnia część gminy.

Udokumentowany został obszar górniczy oraz czynny jest otwór wiertniczy w Kalejach.

### Klimat
Klimat kształtowany jest przez masy powietrza napływające znad Oceanu Atlantyckiego. Przeważają tu zachodnie wiatry, które przynoszą nad miasto łagodne powietrze.
- Średnia temperatura roczna: 7 - 8 °C;
- Liczba dni mroźnych: 30-60;
- Liczba dni z przymrozkami: 100-110;
- Liczba dni zalegania pokrywy śnieżnej: 38-60;
- Średni opad: 550 mm[4].

### Zbiorniki wodne i rzeki
Najważniejszą rzeką jest Warta. Pozostałe wody płynące to rzeka Pysząca oraz kanał Szymanowo-Grzybno. W północnej części gminy zachowały się starorzecza oraz łączące je kanały. Natomiast na południu przeważają liczne jeziora i stawy. 
Największym zbiornikiem wodnym jest Jezioro Grzymisławskie, które częściowo położone jest również w gminie Dolsk. W okolicach Dobczyna znajdują się stawy hodowlane, w Śremie (przy granicy miasta z wsiami Gaj i Psarskie) położony jest Zalew Śremski, składający się z dwóch zbiorników retencyjnych.

### Gleby, szata roślinna i świat zwierzęcy
Terasa środkowa w pradolinie pokryta jest glebami przesuszonymi kompleksu szóstego i siódmego żytnio-ziemniaczanego słabego i bardzo słabego. Wysoczyzny pokryte są glebami bielicowymi, brunatnymi właściwymi, brunatnymi wyługowanymi oraz czarnymi ziemiami. Są to gleby klas III i IV, kompleksu pierwszego pszennego bardzo dobrego, drugiego pszennego dobrego, trzeciego pszennego wadliwego oraz czwartego żytnio-ziemniaczanego. Terasa zalewowa dolin pokryte są glebami mułowo-torfowymi, murszowymi oraz madami.
Najbardziej zalesionym obszarem jest pradolina. Dominują lasy mieszane, które pełnią funkcje ochronne, zaliczane są do pierwszej grupy lasów. Najwięcej użytków leśnych znajduje się w okolicach Mechlina, Dąbrowy i Kalej. W gminie występują również parki podworskie. Florę stanowią głównie następujące gatunki drzew: dąb, grab, jesion, klon, olcha, wiąz, sosna. Faune stanowią głównie następujące gatunki: bóbr, daniel dzik, jeleń, lis, sarna, wydra, zając, a także liczne gatunki ptaków (150), ryb i płazów.

## Ochrona środowiska przyrodniczego
Główną formą ochrony przyrody w gminie jest tworzenie i utrzymywanie rezerwatów i parków krajobrazowych. Na terenie gminy znajdują się Rezerwat Przyrody "Czmoń", Park Krajobrazowy im. gen. Dezyderego Chłapowskiego, Rogaliński Park Krajobrazowy, Zespół Przyrodniczo-Krajobrazowy "Łęgi Mechlińskie", a także użytki ekologiczne i pomniki przyrody.
Podstawowymi działaniami gminy w zakresie ochrony środowiska są dwa dokumentami programowe:
- Program Ochrony Środowiska dla Gminy Śrem - głównym celem tego programu jest zrównoważony rozwój gminy, a także zadania pozwalające zapewnić odpowiednie warunki życia mieszkańców przy zakładanym rozwoju gospodarczo-społecznym;
- Plan Gospodarki Odpadami dla Gminy Śrem - uchwalony 26 czerwca 2008, mający na celu gospodarkę wszystkimi rodzajami odpadów komunalnych oraz określa sposoby finansowania tej gospodarki.

W zakresie edukacji proekologicznej gmina prowadzi m.in. następujące przedsięwzięcia: konkurs "Puszkobranie", podczas którego uczniowie szkół oraz dzieci uczęszczające do przedszkoli zbierają puszki aluminiowe; kampania "Zbierajmy zużyte baterie", której efektem jest zebranie w 2009 roku 3308 kg odpadów; tworzenie spotów telewizyjnych promujących selektywną zbiórkę zużytych baterii oraz sprzętu elektrycznego i elektronicznego; organizacja konkursów o tematyce ekologicznej adresowanych do dzieci i młodzieży; rozprowadzanie wśród mieszkańców ponad 10 tys. toreb wielokrotnego użytku.
Nagrody, wyróżnienia:
- 1995 - otrzymanie I nagrody w konkursie organizowanym przez Radę Ekologiczną przy prezydencie RP i uznany został za najbardziej ekologiczną gminę w Polsce w kategorii gmin miejsko - wiejskich.
- 2002 - zajęcie I miejsce w II edycji Konkursu o Srebrną Puszkę organizowanego przez fundację "Recal" oraz redakcję czasopisma "Przegląd Komunalny".
- 2003 - otrzymanie wyróżnienia za projekt Puszkobranie w IV edycji konkursu Działania proekologiczne i prokulturowe w ramach strategii rozwoju obszarów wiejskich, organizowanym przez Urząd Marszałkowski Województwa Wielkopolskiego.
- 2003 - otrzymanie nagrody za działania na rzecz ochrony środowiska w I edycji Wielkiego Konkursu Narodowego Funduszu Ochrony Środowiska i Gospodarki Wodnej pt. Nasza Gmina w Europie.
- 2004 - burmistrz Śremu został wyróżniony dyplomem przez zarząd NFOŚiGW za zasługi dla rozwoju systemu finansowania ochrony środowiska.

## Demografia
Dane z 30 czerwca 2010:
| Opis                              | Ogółem | Ogółem | Kobiety | Kobiety | Mężczyźni | Mężczyźni |
| --------------------------------- | ------ | ------ | ------- | ------- | --------- | --------- |
| jednostka                         | osób   | %      | osób    | %       | osób      | %         |
| populacja                         | 40 440 | 100    | 20 813  | 51      | 19 627    | 49        |
| gęstość zaludnienia (mieszk./km²) | 196    | 196    | 101     | 101     | 95        | 95        |

Dane z 31 grudnia 2009:
| Opis                                | Ogółem | Ogółem | Kobiety | Kobiety | Mężczyźni | Mężczyźni |
| ----------------------------------- | ------ | ------ | ------- | ------- | --------- | --------- |
| Jednostka                           | osób   | %      | osób    | %       | osób      | %         |
| Populacja                           | 40 345 | 100    | 20 787  | 51,52   | 19 558    | 48,48     |
| Wiek przedprodukcyjny (0–17 lat)    | 6635   | 16,45  | 3213    | 7,96    | 3422      | 8,48      |
| Wiek produkcyjny (18–65 lat)        | 28 216 | 69,94  | 13 694  | 33,94   | 14 522    | 35,99     |
| Wiek poprodukcyjny (powyżej 65 lat) | 5494   | 13,62  | 3880    | 9,62    | 1614      | 4         |

Współczynnik feminizacji w gminie wynosi 105. Kobiety dominują w starszych grupach wiekowych, natomiast mężczyźni w młodszych. Najbardziej sfeminizowane miejscowości to: Grodzewo, Nochówko, Psarskie i Sosnowiec, a najmniej to Góra, Kaleje, Kawcze, Marszewo, Szymanowo i Tesiny.
W gminie bezrobocie wynosi około 5%, najwyższe jest wśród kobiet i osób młodych. Zauważalny jest systematyczny spadek poziomu bezrobocia w gminie.

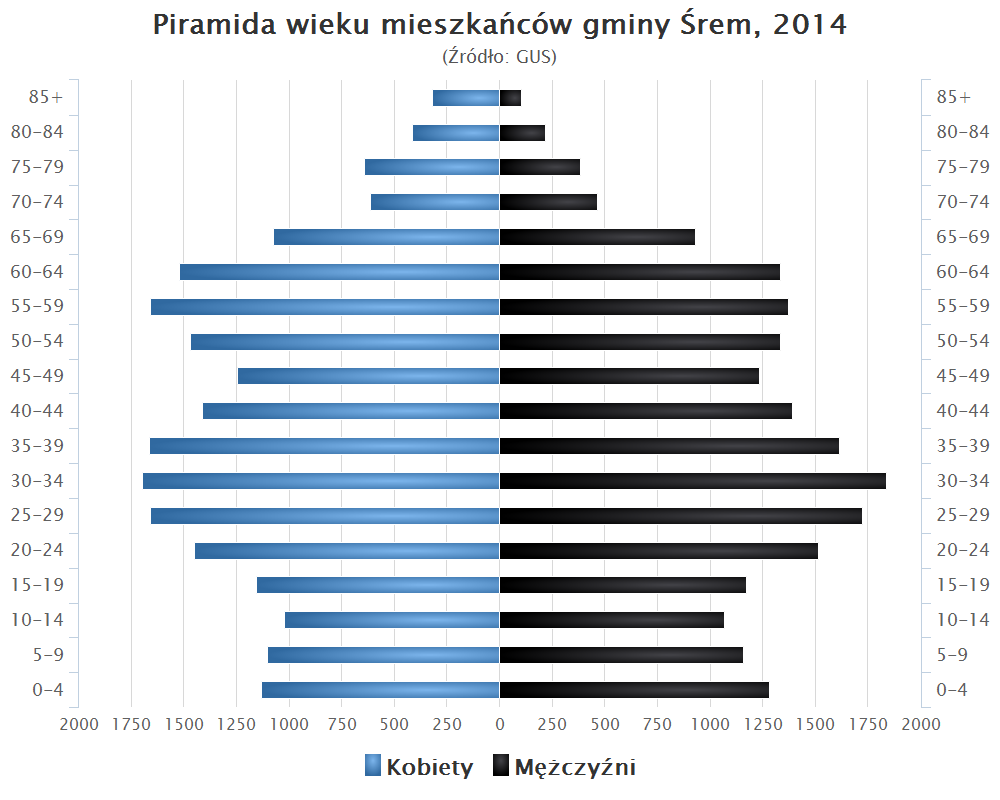
Piramida wieku mieszkańców gminy Śrem w 2014 roku

## Gospodarka
W gminie potencjał gospodarczy stanowią głównie podmioty sektora prywatnego (97,6%). Władze samorządowe tworzą politykę, której celem jest udostępnianie terenów inwestycyjnych położonych poza granicami Śremu, co sprzyja rozwojowi wsi (Nochowo, Psarskie, Zbrudzewo). 
Wiodącymi działami gospodarczymi w strukturze podziału przedsiębiorstw są:
- usługi (34%),
- handel (29%),
- budownictwo (16%),
- produkcja (10%),
- transport (7%),
- rolnictwo (2%).

Na potencjał składają się mikropodmioty zatrudniające do 9 pracowników (94,27%), małe przedsiębiorstwa (4,4%) oraz średnie i duże zakłady pracy (1,33%). W rejestrze REGON na terenie gminy Śrem najwięcej jest osób fizycznych prowadzących działalność gospodarczą 
(89% ogółu) oraz spółek handlowych (5,2% ogółu).
Największymi przedsiębiorstwami w gminie w sektorze prywatnym są:
- Odlewnia Żeliwa Śrem S.A., Śrem;
- Leopol Meble Sp. z o.o., Śrem;
- REHAU, tworzywa sztuczne, Nochowo;
- Dutron, artykuły elektryczne, Psarskie;
- Defor S.A., Śrem;
- DOMO Meble, produkcja mebli, Psarskie;
- Spółdzielnia Inwalidów Warta, Śrem,

natomiast w sektorze publicznym:
- Szpital w Śremie,
- SP ZOZ w Śremie,
- Wielkopolski Ośrodek Reumatologiczny w Śremie,
- Komenda Powiatowa Policji w Śremie,
- Dom Pomocy Społecznej w Śremie.

Śremski Park Inwestycyjny to przygotowane przez gminę tereny w celach inwestycyjnych. Podzielony jest na dwa obszary:
- Obszar Wschodni o powierzchni 12 ha,
- Obszar Zachodni o powierzchni 18 ha.

W grudniu 2006 wschodnia część parku została włączona do Wałbrzyskiej Specjalnej Strefy Ekonomicznej. W 2009 roku 10 ha zachodniej części również zostało włączone do strefy.

## Infrastruktura

### Wodociągi i kanalizacja
Zadania w zakresie zbiorowego zaopatrzenia w wodę i odprowadzania ścieków w Gminie Śrem wykonuje spółka komunalna Śremskie Wodociągi sp. z o.o. w Śremie, której właścicielem jest gmina. Dostarczanie wody odbywa się z pięciu stacji uzdatniania wody, z których największą jest stacja w Śremie, której dobowa zdolność produkcyjna wynosi 10 000 m³. Obsługuje ona miasto wraz z okolicznymi miejscowościami. Pozostałe stacje znajdują się w Nochowie, Dąbrowie, Gaju i Orkowie. Z sieci wodociągowej korzysta 99,9% mieszkańców gminy. 
Ścieki bytowo-gospodarcze są ujmowane w zbiorowe systemy kanalizacyjne, a następnie oczyszczane w czterech oczyszczalniach ścieków należących do spółki. Największym takim obiektem jest oczyszczalnia w Śremie, która może przyjąć 8000 m³ ścieków na dobę. Pozostałe oczyszczalnie znajdują się w Kalejach, Bodzyniewie i Binkowie i mają znaczenie lokalne. Z systemów kanalizacji sanitarnej wynosi 96,6% mieszkańców gminy (w tym 100% mieszkańców miasta i 85% terenów wiejskich).

### Energia
Przez Gminę Śrem przebiega linia napowietrzna, rozdzielcza wysokiego napięcia 110 kV relacji Września - Środa Wielkopolska - Śrem - Leszno. Obszar gminy zasilany jest przez dwie stacje energetyczne (węzły sieci wysokiego napięcia) znajdujące się przy Odlewni Żeliwa oraz na osiedlu Helenki w Śremie. Sieć energetyczną tworzy również 285 stacji średniego i niskiego napięcia.
Wielkość infrastruktury technicznej:
- długość linii wysokiego napięcia - 24 km,
- długość linii średniego napięcia - 427 km,
- długość linii niskiego napięcia - 378 km.

### Gazownictwo, ciepłownictwo, telekomunikacja
Sieć gazowa na obszarze gminy Śrem występuje w Śremie, Błociszewie, Bodzyniewie, Borgowie, Gaju, Górze, Grzymysławiu, Kadzewie, Krzyżanowie, Marszewie, Nochowie, Ostrowie, Psarskiem, Pyszącej, Sosnowcu, Szymanowie, Wirginowie i Wyrzece. Długość całkowita sieci na terenie gminy wynosi 141, 9 km. Dostęp do sieci gazowej posiada 89,84% mieszkańców gminy Śrem.
Głównym producentem ciepła dla Śremu jest Przedsiębiorstwo Energetyki Cieplnej S.A. Przez obszar gminy przebiegają pasy ochronne linii radiowych relacji:
- Poznań (Piątkowo) - Góra - Domachowo,
- Góra - Żerków.

Służą one do przesyłania programów radiowo-telewizyjnych.

## Oświata

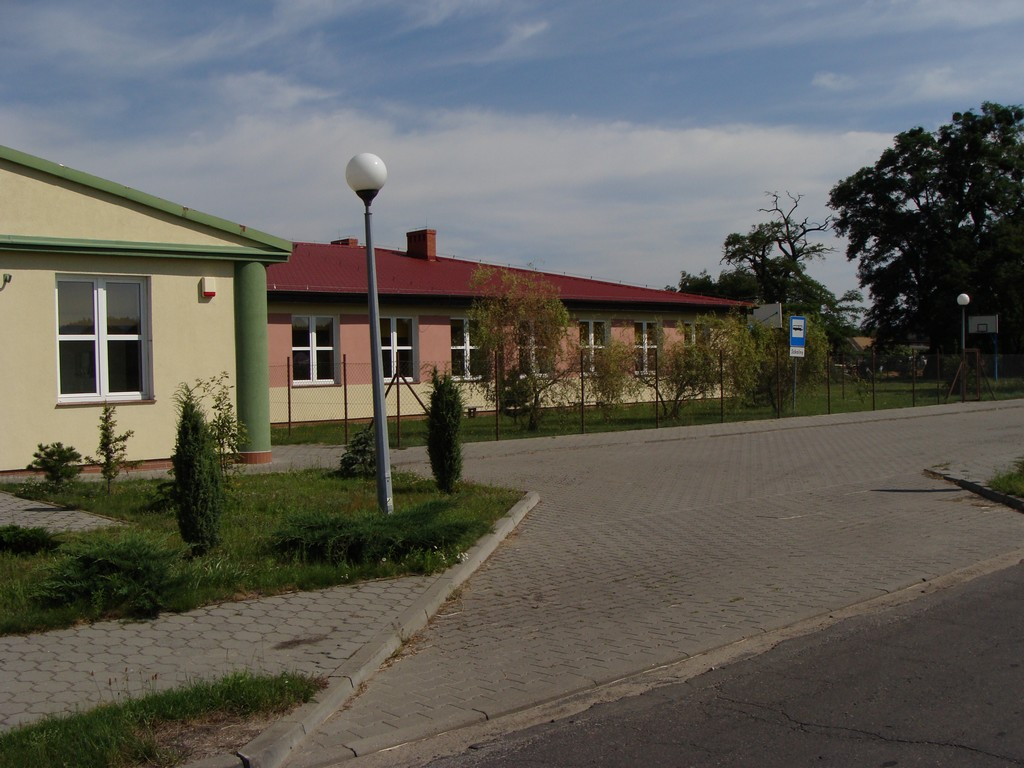
Zespół Szkół im. Jana Pawła II w Dąbrowie

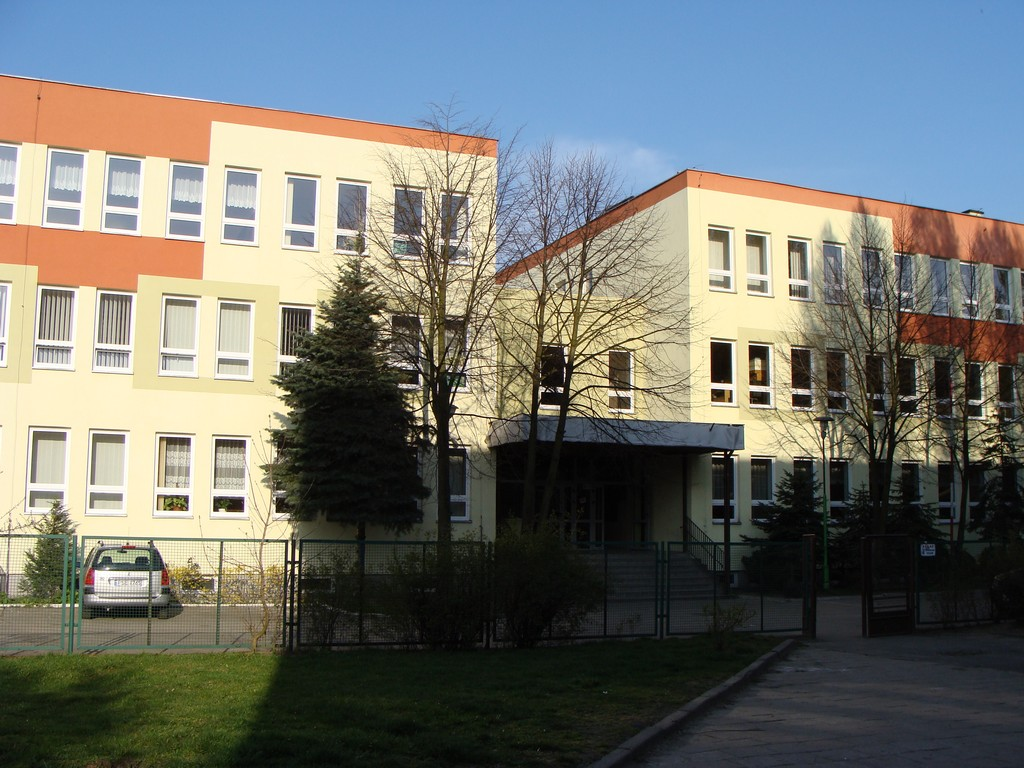
Szkoła podstawowa nr 5 w Śremie

W gminie Śrem znajduje się żłobek. Na terenie gminy działa osiem przedszkoli, w tym:
- 4 publiczne prowadzone przez gminę,
- 2 publiczne prowadzone przez podmioty prywatne,
- 2 niepubliczne prowadzone przez podmiot gospodarczy.

Funkcjonuje również 10 oddziałów przedszkolnych przy szkołach podstawowych na obszarach wiejskich, w tym w Bodzyniewie, Mórce, Gaju, Pyszącej, Wyrzece, Dalewie, Dąbrowie, Nochowie, Zbrudzewie i Niesłabinie, a także zespół wychowania przedszkolnego, w skład którego wchodzi przedszkole w Śremie oraz oddziały zamiejscowe w Nochowie, Bodzyniewie, Pyszącej i Dąbrowie.
Na terenie gminy funkcjonują placówki edukacyjne:
- 8 szkół podstawowych (4 miejskie i 4 wiejskie);
- 3 zespoły szkół podstawowej i gimnazjum (tereny wiejskie);
- 5 gimnazjów (teren miasta);
- 4 szkoły ponadpodstawowe (teren miasta);
- Collegium im. Heliodora Święcickiego UAM.

Średnia gminy wyników testów kompetencji szóstoklasistów wyniosła w 2010 22,92 punktów, a gimnazjalistów w części humanistycznej 29,8 punktów i w części matematyczno-przyrodniczej 23,81 punktów.

### Placówki prowadzone przez gminę Śrem
Dane na rok szkolny 2006/2007
| Lp. | Nazwa placówki                                     | Liczba uczniów |
| --- | -------------------------------------------------- | -------------- |
| 1.  | Przedszkole nr 2                                   | 175            |
| 2.  | Przedszkole nr 3                                   | 151            |
| 3.  | Przedszkole nr 5                                   | 165            |
| 4   | Przedszkole nr 7                                   | 160            |
| 5.  | Szkoła Podstawowa nr 1 w Śremie                    | 827            |
| 6.  | Szkoła Podstawowa nr 4 w Śremie                    | 585            |
| 7.  | Szkoła Podstawowa nr 6 w Śremie                    | 721            |
| 8.  | Szkoła Podstawowa w Bodzyniewie                    | 114            |
| 9.  | Szkoła Podstawowa w Krzyżanowie                    | 62             |
| 10. | Szkoła Podstawowa w Pyszącej                       | 99             |
| 11. | Szkoła Podstawowa w Wyrzece                        | 70             |
| 12. | Zespół Szkoły Podstawowej i Gimnazjum w Nochowie   | 280            |
| 13. | Zespół Szkoły Podstawowej i Gimnazjum w Dąbrowie   | 164            |
| 14. | Zespół Szkoły Podstawowej i Gimnazjum w Zbrudzewie | 162            |
| 15. | Gimnazjum nr 1 w Śremie                            | 927            |
| 16. | Gimnazjum nr 2 w Śremie                            | 505            |

### Placówki prowadzone przez powiat śremski
- Zespół Szkół Ogólnokształcących im. Gen. J. Wybickiego
  - Liceum Ogólnokształcące
  - Gimnazjum Dwujęzyczne
- Zespół Szkół Ekonomicznych im. Cyryla Ratajskiego w Śremie
  - Technikum Nr 1
  - Zasadnicza Szkoła Zawodowa
  - Liceum Uzupełniające dla Dorosłych
- Zespół Szkół Politechnicznych im. Powstańców Wielkopolskich w Śremie
  - Technikum Nr 3
  - Zasadnicza Szkoła Zawodowa
  - Technikum Uzupełniające dla Dorosłych Nr 1
- Zespół Szkół Technicznych im. Hipolita Cegielskiego w Śremie
  - Technikum Nr 2
  - II Liceum Profilowane
  - Technikum Uzupełniające dla Dorosłych
- Zespół Szkół Specjalnych im. Marii Grzegorzewskiej w Śremie
- Zespół Szkół Rolniczych w Grzybnie, Oddział w Śremie
  - Liceum Ogólnokształcące
  - Technikum

### Placówki prowadzone przez pozostałe podmioty
- Przedszkole "Niezapominajka"
- Przedszkole "Pod Wierzbami"
- Przedszkole im. bł. Edmunda Bojanowskiego
- Przedszkole "Słoneczna Szóstka"
- Katolicka Publiczna Szkoła Podstawowa im. Jana Pawła II i Katolickie Gimnazjum im. Jana Pawła II prowadzone przez Parafię Najświętszego Serca Jezusa w Śremie
- Gimnazjum z Klasami Usposabiającymi do Pracy prowadzone przez stowarzyszenie

## Kultura
W gminie Śrem funkcjonują następujące instytucje kulturalne:
- Muzeum Śremskie
- Śremski Ośrodek Kultury
- Kinoteatr Słonko
- Biblioteka Publiczna im. Heliodora Święcickiego w Śremie

## Sport
W skład bazy sportowo-rekreacyjnej wchodzą:
- Śremski Ośrodek Sportu i Rekreacji
  - przy ul. Poznańskiej 15: stadion sportowy, hotel, restauracja, siłownia, sauna, kort tenisowy, boisko treningowe;
  - przy ul. Staszica 1: dwa baseny kryte z trybunami, hala sportowa z trybuną na 400 miejsc, kręgielnia, korty tenisowe, siłownia, sauna, dwie sale sportowe do squosha, hotel, kawiarnia, odnowa biologiczna;
  - nad Jeziorem Grzymisławskim: Ośrodek Wodny "Jeziorany": kąpielisko strzeżone wygrodzone pomostami, wypożyczalnia sprzętu wodnego, stanica Wodnego Ochotniczego Pogotowia Ratunkowego;
- Przystań żeglarska "Odlewnik" znajdująca się nad Jeziorem Grzymisławskim (183,9 ha). Przystań należy do Klubu Żeglarskiego "Odlewnik". Wyposażenie: jacht pełnomorski klasy "Cartet", 3 śródlądowe jachty kabinowe, omeg, 5 finnów oraz inny sprzęt pływający; pomost cumowniczo-manewrowy, hangary, korty tenisowe, inne[11];
- Pozostałymi obiektami są:
  - Hala Sportowa, Szkoła Podstawowa nr 6,
  - Hala Sportowa, Szkoła Podstawowa nr 1,
  - Hala Sportowa Bazar,
  - Boisko Sportowe z szatniami przy ul. Zamenhofa,
  - Boiska do Pétanque,
  - Przystań kajakowa nad Wartą,
  - Kręgielnia Parkietowa, TKKF Sokół,
  - Boiska osiedlowe, wiejskie.

W gminie istnieje wiele klubów sportowych.